# Boxing Helena
Pour plus de détails, voir Fiche technique et Distribution.
Boxing Helena est un film américain réalisé par Jennifer Chambers Lynch, sorti en 1993.

## Synopsis
Enfant, Nick Cavanaugh n'a jamais été qu'un poids pour sa mère, une jeune femme séduisante que sa maternité encombrait. Depuis, Nick Cavanaugh est devenu un chirurgien doué, à la carrière prometteuse. Pour son malheur, cependant, il nourrit un amour obsessionnel pour Helena, une personnalité charmeuse et sadique. Un coup du destin va lui permettre de libérer ses fantasmes.

## Fiche technique
- Titre : Boxing Helena
- Titre original : Boxing Helena
- Réalisation : Jennifer Chambers Lynch
- Scénario : Jennifer Chambers Lynch et Philippe Caland
- Production : Philippe Caland et Carl Mazzocone
- Musique : Graeme Revell
- Photographie : Bojan Bazelli et Frank Byers
- Montage : David Finfer
- Société de distribution : Orion Pictures Corporation
- Pays d'origine : États-Unis
- Langue : anglais
- Genre : drame
- Durée : 107 minutes
- Dates de sortie : 11 août 1993  ; 3 septembre 1993

## Distribution
- Julian Sands (VF : Vincent Violette) : Docteur Nick Cavanaugh
- Sherilyn Fenn (VF : Françoise Cadol) : Helena
- Bill Paxton : Ray O'Malley
- Kurtwood Smith (VF : Philippe Peythieu) : Docteur Alan Palmer
- Art Garfunkel : Docteur Lawrence Augustine
- Betsy Clark : Anne Garrett
- Nicolette Scorsese : Infirmière
- Meg Register : Marion Cavanaugh
- Bryan Smith : Russell
- Marla Levine : Patricia
- Kim Lentz : Diane, infirmière
- Lloyd T. Williams : Sam, l'épicier

Source et légende : version française (VF) sur RS Doublage

## Autour du film
- Madonna était d'abord pressentie pour le rôle d'Helena qu'elle a cependant décliné. Kim Basinger devait la remplacer mais s'est désistée à son tour à quatre semaines du tournage. L'affaire a d'ailleurs été portée devant les tribunaux qui ont condamné l'actrice à 8 millions de dollars, ce qui l'a contrainte à se mettre en faillite[2]. Kim Basinger fait appel du jugement et ayant gagné ce second procès, elle signe un accord avec ses opposants sur une indemnité moins élevée[3].

## Récompenses
- Razzie Awards 1994 : Pire réalisateur.